# Revy (film)
|  | Denne artikel er oprettet af botten Steenthbot ud fra en ekstern database. Den kan derfor have sproglige fejl eller mangler. Denne skabelon kan fjernes efter kontrol af indholdet. |

 For alternative betydninger, se Revy (flertydig). (Se også artikler, som begynder med Revy)
Revy er en dansk kortfilm fra 2013 instrueret af Anna Kjær Damgaard efter eget manuskript.

## Handling
En mand vil gerne rejse tilbage i tiden - dengang hans liv var meget bedre.